# Lancsics Bonifác
 Lancsics Bonifác (Szombathely, 1674. – Dömölk, 1737. április 25.) bencés szerzetes, teológus, filozófus, költő, a Boldogasszony Anyánk kezdetű Mária-ének szerzője.

## Élete
Régi magyar családban született. Grazban logikát tanult, majd 19 éves korában, 1693-ban belépett a Bencés Rendbe. Ezt követően Pannonhalmán filozófiát, Nagyszombatban pedig teológiát hallgatott.
1725-ig Pannonhalmán élt. 1710-ben szentelték pappá, és pannonhalmi évei alatt, valamikor 1715 előtt írta a „Boldogasszony Anyánk” kezdetű Mária-éneket, amelyet hosszú ideig nemzeti himnuszként énekeltek. Pannonhalmán hitszónok, novíciusmester, a gazdasági ügyek magisztere (1710 és 1714 között a somogyi tized beszedője), valamint 1715 és 1725 között főmonostori perjel volt.
Különös érdeklődést tanúsított a gyógynövények, a belőlük készíthető főzet, tinktúra, kenőcs, borecet, szappan, valamint ezek receptjei iránt. Az ő kezdeményezésére hozták létre az első levendula-ültetvényt Pannonhalmán. és több kéziratos munkája is erről a témáról szól. Pl. a „Libellus Medicinalis pro diversis morbis curandis vel vitandis…” (Orvosi könyvecske a különböző betegségek gyógyítására) című munkája 1697-ből több mint száz orvosságos receptet tartalmaz, és tanácsokat is ad a betegségek megelőzésére.
1725-től haláláig a török dúlás idején romossá vált dömölki bencés apátság jószágkormányzójaként és a környék lelkipásztoraként működött. Fellendítette az apátság gazdaságát és szerette volna az egykori Mária-kegyhely jelentőségét is visszaállítani, de ez végérvényesen csak évekkel később, Koptik Odó dömölki apát tevékenységének köszönhetően sikerült.
Halálakor a dömölki apátság történetének krónikása, Pacher Donát így emlékezett meg róla: „Amilyen nagy tisztességben élt, olyan nagy becsületben halt meg; igaz bencést kísértek utolsó földi útjában a résztvevő vendégek... Vele szállt sírba az apátság ébresztőinek legkiválóbbika".

## Emléke
- Nevét 2005 óta utca viseli Szombathelyen.
- 2011-ben avatták fel Szombathelyen, a Szily János utca 3. szám alatti épület falán domborműves emléktábláját.[4]
- A celldömölki Árpád-kori romtemplom falán 2012-ben avatták fel emléktábláját, jelezvén, hogy az épület romjai alatt nyugszik.[5]

## Főbb művei[3]
- Négykötetes kéziratgyűjteménye (Pannonhalmi Főapátság LVT.) ;
- Boldogasszony Anyánk c. ének (Szoszna Demeter kéziratos énekeskönyve, 1715. Pannonhalmi Főapátság LVT. 83. köteg);
- Zarándoklatra hívó levele 1725-ből Pannonhalmi Főapátság LVT. 83. köteg);
- Jószágkormányzóságával kapcsolatos iratok (Pannonhalmi Főapátság LVT.)